# 中山公園 (台北)

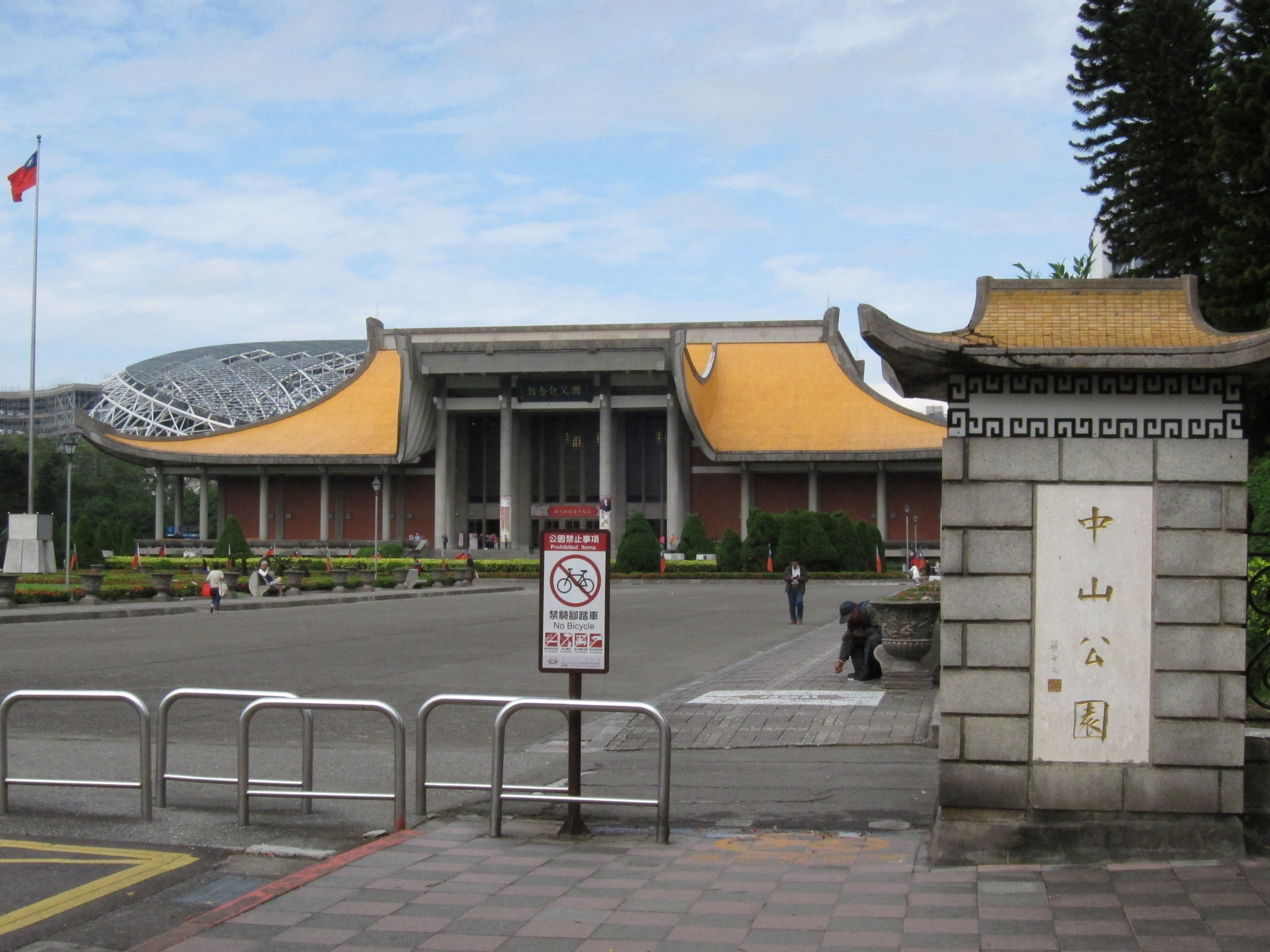
南側（仁愛路側）より。黄色い屋根の建物が国立国父紀念館。

中山公園（ちゅうざんこうえん）は台北市信義区にある公園。名称の中山は孫文の号に由来する。園内には、これも国父孫文を記念する国立国父紀念館（こくりつこくふきねんかん）があり、中山公園はこの記念館の敷地として扱われるケースもある。
11ヘクタールの敷地はコンクリート舗装されたスペースの周囲に植物や水場が設けられている。敷地の北西は光復小学校となっている。

## 歴史
起源は日本による台湾統治の時代にさかのぼる。台北市区計画に続く、1932年の大台北都市計画において計画された17箇所の公園のひとつが現在の中山公園である。当時の計画では第6号公園とされていた。アメリカの都市計画思想に影響を受けた公園系統の一部として計画されたものであり、第二次世界大戦終結後、政府がかわってからの1947年および1951年の修正都市計画にも引き継がれた。孫文の生誕100年を記念するために、公園は1954年に建設されたが、記念館は1968年に着工1972年完成となっている（孫文は1866年生まれ）。

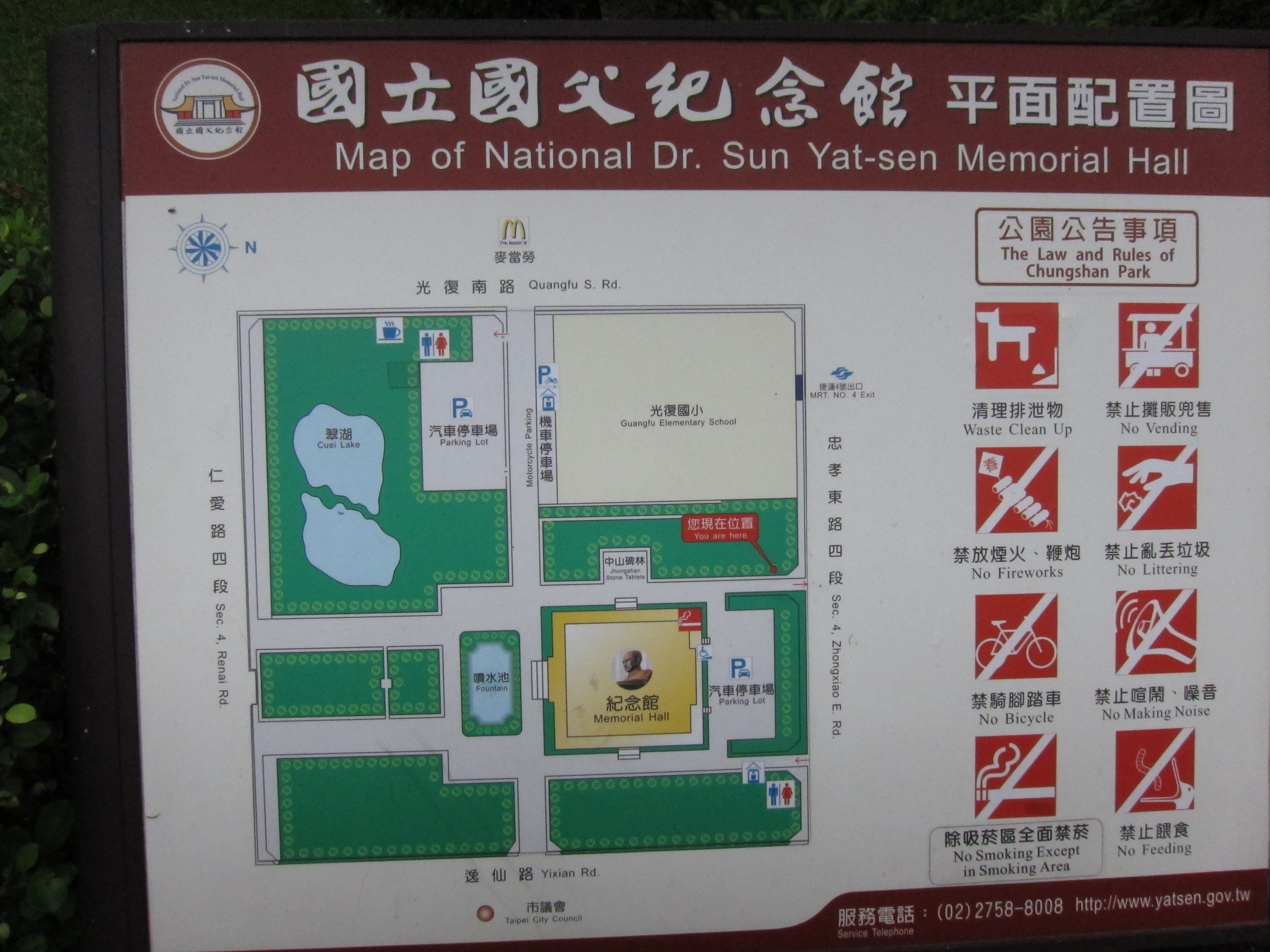
平面図。

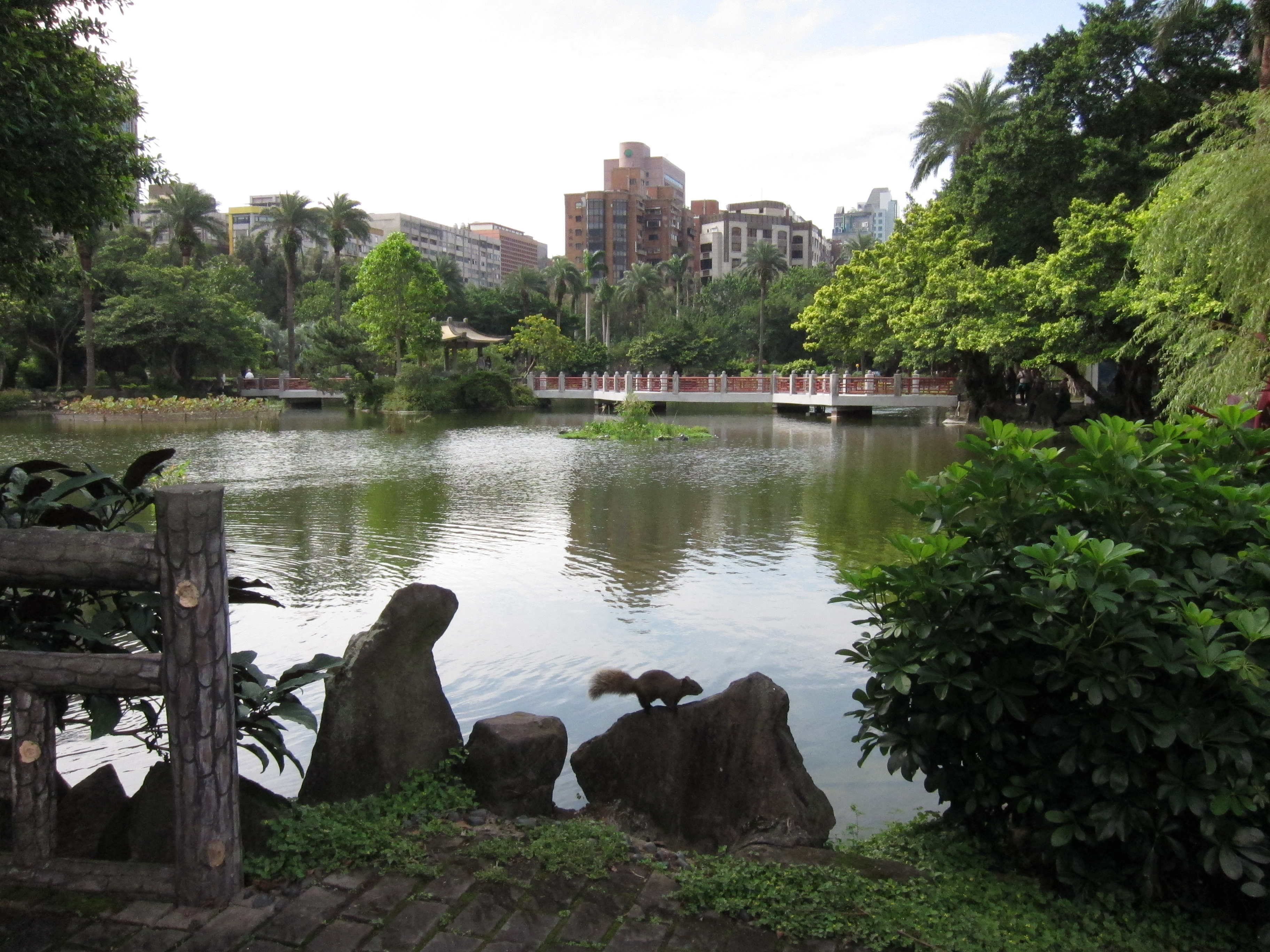
翠湖。手前のはリス。

## 公園の構成物件
南側の仁愛路より園内に入ると、噴水池の奥に国立国父紀念館がある。30.4メートルの高さをもつ建物で、屋根は黄色に着色されている。陰陽説を応用した物で、黄色は「地」すなわち「陰」を意味しているとされる。内部には30万冊以上を所蔵する孫逸仙博士図書館や画廊、2500人級の劇場もある。衛兵交代式も毎時0分に行われている。
園内に入ってすぐ左手、仁愛路に面して庭園があり、ヤシの木 (Phoenix Tomentosa)などが植えられている中に翠湖と名づけられた池がある。池には香山橋と名づけられた橋が架けられ、中ほどに翠享亭という亭も設けられている。池には鯉が、陸地にはリスや小鳥も生息している。
記念館の西にある舗装された一角は中山碑林といい、孫文の像が中ほどに置かれ（座像と立像）、周囲を石碑が囲んでいる。

## アクセス
MRTは台北捷運板南線（南港線）国父紀念館駅より徒歩3分。バス停は國父紀念館站、國父紀念館站（仁愛路）、國父紀念館站（光復南路）があり、それぞれ複数系統が停車する。